# Rapids du Colorado (féminines)
Les Rapids Women du Colorado (en anglais : Colorado Rapids Women) sont un club de soccer féminin américain basé à Denver, Colorado et créée en 1996 sous le nom de Colorado Force FC. L'équipe évoluent dans la Division ouest de la Conférence ouest de la USL W-League.

## Parcours de l'équipe
| Année | Ligue    | Conférence            | Division            | Saisons régulières                | Séries éliminatoires |
| ----- | -------- | --------------------- | ------------------- | --------------------------------- | -------------------- |
| 2012  | W-League | Conférence de l'Ouest | Division de l'Ouest | Termine au 4e rang de sa division | Ne se qualifie pas   |